# Hrabstwo Broome
Broome – hrabstwo (ang. county) w stanie Nowy Jork w USA. Populacja wynosi 200 536 mieszkańców (stan według spisu z 2000 r.).
Powierzchnia hrabstwa wynosi 1853 km². Gęstość zaludnienia wynosi 110 osób/km².

## Miasta
- Barker
- Binghamton
- Chenango
- Colesville
- Conklin
- Dickinson
- Fenton
- Kirkwood
- Lisle
- Maine
- Nanticoke
- Sanford
- Triangle
- Union
- Vestal
- Windsor

## Wsie
- Deposit
- Endicott
- Johnson City
- Lisle
- Port Dickinson
- Whitney Point
- Windsor

## CDP
- Chenango Bridge
- Endwell
- Glen Aubrey